# ディートリヒ・マテシッツ
ディートリヒ・マテシッツ（Dietrich Mateschitz, 1944年5月20日 - 2022年10月22日）は、オーストリアの実業家であり、世界的な富豪としても知られた。
栄養ドリンク製造・販売会社レッドブル社の創業者の一人であり、2006年3月現在、同社株式の49%を保有していた。

## 経歴

### 実業家としての側面
ウィーンの国際貿易大学（Hochschule für Welthandel。現在のウィーン経済大学Wirtschaftsuniversität Wien）を卒業した後、プロクター・アンド・ギャンブル（P&G）社で「ブレンダックス（Blendax）」歯磨き粉のマーケティングに従事した。
1987年に、タイで栄養ドリンク販売を行っていたチャリアオ・ユーウィッタヤーとともに、レッドブル社（Red Bull GmBH）を設立し、以後、同国国内で販売されていた栄養ドリンクを、世界的なブランドにまで育て上げた。
今日では、レッドブル社は、クリスタル・ガラスを製造販売するスワロフスキー社、菓子販売のマナー社（Josef Manner & Comp AG）と並んで、オーストリアを代表する会社のひとつにまでなっている。

### 広告主としての側面
マーケティング、とりわけ広告戦略において優れた手腕を認められている人物であり、レッドブル社はその独創的なTVCMや、数々のエクストリームスポーツへの広告展開で知られている。
モータースポーツにも多くのカテゴリで進出しており、F1には1995年からスポンサーとして参入して以降、2004年末にはフォード社からジャガー・レーシングチームを買い取り、翌2005年からレッドブル・レーシングチームとして参戦させている。また、2006年からはミナルディを買収して立ち上げたスクーデリア・トロ・ロッソをジュニアチームとして参戦させている他、下位カテゴリーにおいても多くのサポートドライバーを抱え、F1を頂点とする巨大ピラミッドを形成している。この「レッドブル・ジュニアチーム」プロジェクトの指揮は、オーストリア出身の元F1ドライバー、ヘルムート・マルコに任せている。
この他、オーストリア国内にあるA1リンク（旧名：エステルライヒリンク）を買い取り、レッドブル・リンクとして所有している。
それ以外の分野では、2005年4月にオーストリアのサッカークラブSVアウストリア・ザルツブルク（レッドブル・ザルツブルクに改称）を、2006年3月にはアメリカのメトロスターズ（レッドブル・ニューヨークに改称）を買収している。

### その他

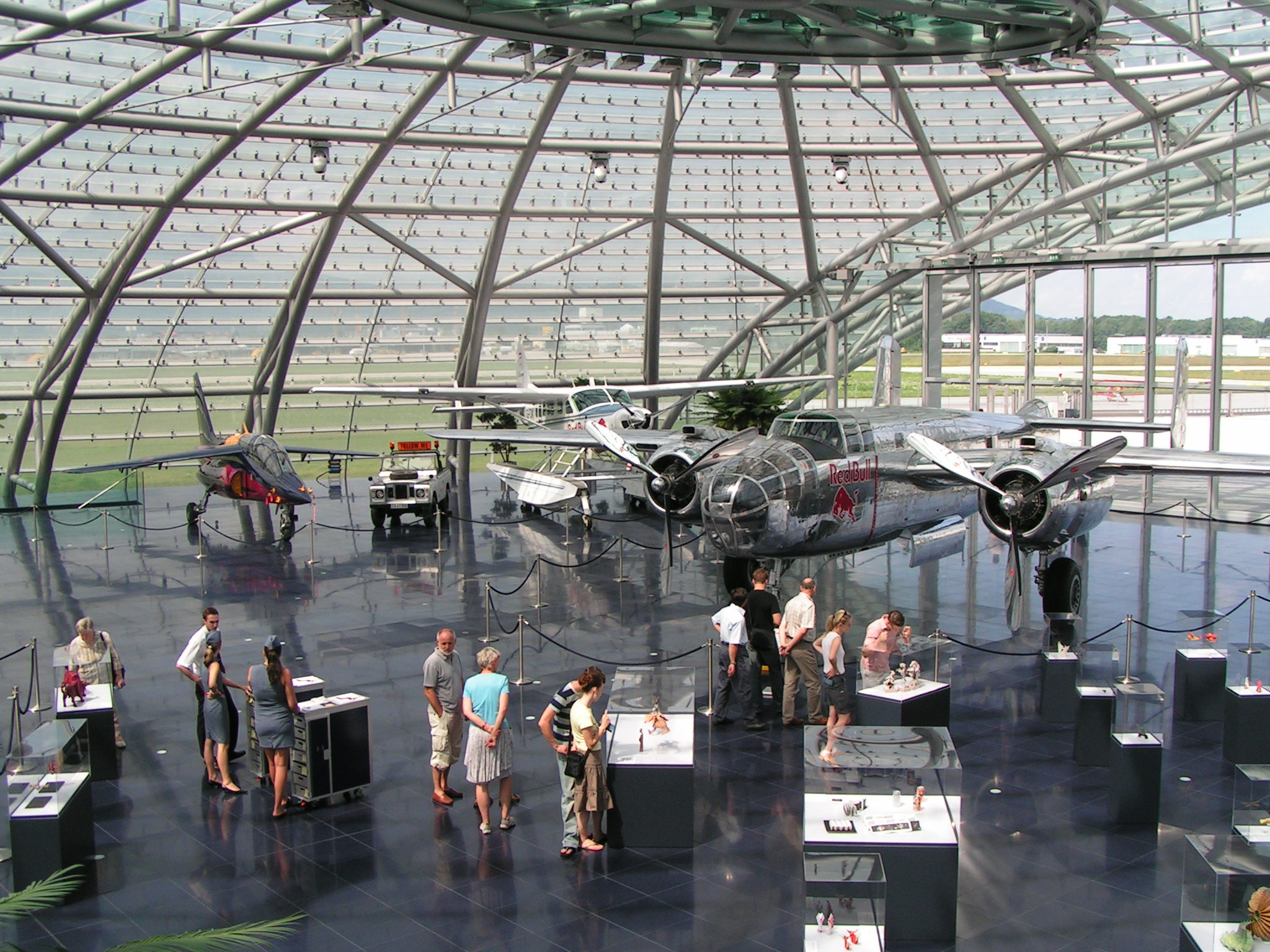
ハンガー7

歴史的な航空機のコレクターであり、ザルツブルク空港には「ハンガー7(英語版)」と呼ばれる巨大な格納庫兼展示施設を保有し、プライベートコレクションを無料で一般公開している。内部にはユーゴスラビアのヨシップ・ブロズ・チトーの専用機だったこともあるダグラス DC-6などが展示されている。
また、オーストリア陸軍と共同で、ツェルトヴェークに航空学校（Avionautik Akademie）を設立することを計画中である。また、マテシッツの個人資産は2016年現在で136億ドルであり、彼はF1関係者の中で最も多くの資産を持つ人物である。

### 死去
2022年10月22日、1年半の膵臓がんとの闘病の末死去。78歳没。